# Сенааиб
Менхаура Сенааиб — фараон Древнего Египта эпохи Второго переходного периода.
Об этом правителе известно только лишь из стелы, обнаруженной в Абидосе. Также до наших дней дошло его хорово и тронное имя. С уверенностью можно лишь только утверждать, что он правил во Второй переходный период. Фон Бекерат относит его к концу XIII династии. С другой стороны, Рихольт считает его правителем местной Абидосской династии.